# 英國首相配偶
英國首相配偶（英語：Spouse of the Prime Minister of the United Kingdom）是英国首相的丈夫或妻子。
截至現在，一共有46名女性和3名男性擔任此職，另外也有4名單身首相和9名鰥夫，最後一名單身首相為爱德华·希思（1970年－1974年），而最後一名鰥夫則是拉姆齊·麥克唐納（1924年、1929年－1935年）。迄今唯一一名任內離婚後再婚的首相為格拉夫頓公爵（1766年－1768年）。
現任英國首相配偶為基尔·斯塔默的妻子维多利亚·斯塔默。两人于2007年结婚。

## 職務
英國首相配偶並非官位，因此沒有薪金或公職。部分配偶則因自己的事業或成就而獲公眾注目，例如彭雪玲就因而獲邀出席非裔第一夫人峰會，她亦在2005年出版著作細述首相配偶的生活。

## 列表
| 肖像                                           | 配偶                                             | 出生日期       | 結婚日期       | 首相                 | 上任日期       | 上任年齡 | 卸任日期       | 逝世日期                   |
| ---------------------------------------------- | ------------------------------------------------ | -------------- | -------------- | -------------------- | -------------- | -------- | -------------- | -------------------------- |
| Portrait of Lady Walpole                       | 華波夫人嘉芙蓮 （娘家姓 梳特）                   | 1682年         | 1700年7月30日  | 羅拔·華波            | 1721年4月3日   | 38—39歲  | 1737年8月20日  | 1737年8月20日 （54—55歲）  |
| －                                             | 沒有（鰥夫）                                     | －             | －             | 羅拔·華波            | 1737年8月20日  | －       | 1738年3月3日   | －                         |
|                                                | 華波夫人瑪利亞 （娘家姓 施嘉歷）                 | 1702年         | 1738年3月3日   | 羅拔·華波            | 1738年3月3日   | 35—36歲  | 1738年6月4日   | 1738年6月4日 （35—36歲）   |
| －                                             | 沒有（鰥夫)                                      | －             | －             | 羅拔·華波            | 1738年6月4日   | －       | 1742年2月11日  | －                         |
| －                                             | 沒有（單身）                                     | －             | －             | 維明頓伯爵           | 1742年2月16日  | －       | 1743年7月2日   | －                         |
|                                                | 嘉芙蓮·佩勒姆 （娘家姓 曼娜）                    | 1706年         | 1726年10月29日 | 亨利·佩勒姆          | 1743年8月27日  | 36—37歲  | 1754年3月6日   | 1780年2月18日 （73—74歲）  |
| Portrait of Harriet Pelham-Holles              | 夏烈·佩林-何斯 （娘家姓 高杜芬）                 | 1701年         | 1717年4月2日   | 紐卡素公爵           | 1754年3月16日  | 52—53歲  | 1756年11月11日 | 1776年7月17日 （74—75歲）  |
| －                                             | 沒有（鰥夫）                                     | －             | －             | 德雲郡公爵           | 1756年11月16日 | －       | 1757年6月29日  | －                         |
| Portrait of Harriet Pelham-Holles              | 夏烈·佩林-何斯 （娘家姓 高杜芬）                 | 1701年         | 1717年4月2日   | 紐卡素公爵           | 1757年6月29日  | 55—56歲  | 1762年5月26日  | 1776年7月17日 （74—75歲）  |
| Portrait of Mary Stuart                        | 瑪莉·施圖特 （娘家姓 蒙泰古）                    | 1718年1月19日  | 1736年8月24日  | 比特伯爵             | 1762年5月26日  | 44歲     | 1763年4月8日   | 1794年11月6日 （76歲）     |
|                                                | 伊莉莎白·格倫維爾 （娘家姓 榮德咸）              | 1719年         | 1749年5月1日   | 喬治·格倫維爾        | 1763年4月16日  | 43—44歲  | 1765年7月10日  | 1769年12月5日 （49—50歲）  |
| Portrait of Mary Watson-Wentworth              | 瑪莉·屈臣-溫特禾夫 （娘家姓 利杜）               | 1735年         | 1752年2月26日  | 羅金漢侯爵           | 1765年7月13日  | 29—30歲  | 1766年7月30日  | 1804年12月19日 （68—69歲） |
| Portrait of Hester Pitt                        | 希思打·皮特 （娘家姓 格倫維爾）                  | 1720年11月8日  | 1754年10月16日 | 漆咸伯爵             | 1766年7月30日  | 45歲     | 1768年10月14日 | 1803年4月9日 （82歲）      |
| Portrait of Anne FitzRoy                       | 安妮·費斯柏席 （娘家姓 利杜）                    | 1737年         | 1756年1月29日  | 嘉夫頓公爵           | 1768年10月14日 | 30—31歲  | 1769年3月23日  | 1804年 （66—67歲）         |
| －                                             | 沒有（離婚）                                     | －             | －             | 嘉夫頓公爵           | 1769年3月23日  | －       | 1769年6月24日  | －                         |
| Portrait of Elizabeth FitzRoy                  | 伊莉莎白·費斯萊 （娘家姓 和斯理）                | 1745年11月1日  | 1769年6月24日  | 嘉夫頓公爵           | 1769年6月24日  | 23歲     | 1770年1月28日  | 1822年5月25日 （76歲）     |
| Portrait of Anne North                         | 安妮·羅富 （娘家姓 史必）                        | 1741年         | 1756年5月20日  | 羅富勳爵             | 1770年1月28日  | 28—29歲  | 1782年3月27日  | 1797年 （55—56歲）         |
| Portrait of Mary Watson-Wentworth              | 瑪莉·屈臣-溫特禾夫 （娘家姓 利杜）               | 1735年         | 1752年2月26日  | 羅金漢侯爵           | 1782年3月27日  | 46—47歲  | 1782年7月1日   | 1804年12月19日 （68—69歲） |
| Portrait of Louisa Petty                       | 露意莎·畢泰 （娘家姓 費斯柏席）                  | 1755年         | 1779年7月19日  | 謝爾本伯爵           | 1782年7月4日   | 26—27歲  | 1783年3月26日  | 1789年8月7日 （33—34歲）   |
| Portrait of Dorothy Bentinck                   | 多樂菲·般迪 （娘家姓 卡雲迪殊）                  | 1750年8月27日  | 1766年11月8日  | 波特蘭公爵           | 1783年4月2日   | 32歲     | 1783年12月18日 | 1794年6月3日 （43歲）      |
| －                                             | 沒有（單身）                                     | －             | －             | 威廉·皮特            | 1783年2月19日  | －       | 1801年3月14日  | －                         |
|                                                | 胡蘇拉·瑪莉·阿丁頓 （娘家姓 夏文）               | 1759年         | 1781年9月19日  | 亨利·阿丁頓          | 1801年3月17日  | 41—42歲  | 1804年5月10日  | 1811年6月28日 （51—52歲）  |
| －                                             | 沒有（單身）                                     | －             | －             | 威廉·皮特            | 1804年5月10日  | －       | 1806年1月23日  | －                         |
| Portrait of Anne Grenville                     | 伊莉莎白·格倫維爾 （娘家姓 榮德咸）              | 1772年9月      | 1792年7月18日  | 格伦维尔男爵         | 1806年2月11日  | 33歲     | 1807年3月25日  | 1864年6月 （91歲）         |
| －                                             | 沒有（鰥夫）                                     | －             | －             | 波特蘭公爵           | 1807年3月31日  | －       | 1809年10月4日  | －                         |
|                                                | 珍·波斯富 （娘家姓 威爾遜）                      | 1788年9月21日  | 1790年8月10日  | 斯賓塞·波斯富        | 1809年10月4日  | 21歲     | 1812年5月11日  | 1852年8月14日 （63歲）     |
| Portrait of Louisa Jenkinson                   | 露意莎·曾健遜 （娘家姓 夏維）                    | 1767年2月      | 1795年3月25日  | 利物浦伯爵           | 1812年6月8日   | 45歲     | 1821年6月12日  | 1821年6月12日 （54歲）     |
| －                                             | 沒有（鰥夫)                                      | －             | －             | 利物浦伯爵           | 1821年6月12日  | －       | 1822年9月24日  | －                         |
|                                                | 瑪莉·曾健遜 （娘家姓 車士打）                    | 1777年6月24日  | 1822年9月24日  | 利物浦伯爵           | 1822年9月24日  | 45歲     | 1827年4月9日   | 1846年10月18日 （69歲）    |
|                                                | 鍾·卡寧 （娘家姓 史葛）                          | 1776年         | 1800年7月8日   | 喬治·坎寧            | 1827年4月12日  | 50—51歲  | 1827年8月8日   | 1837年3月14日 （60—61歲）  |
|                                                | 莎拉·羅便臣 （娘家姓 何弼）                      | 1793年2月22日  | 1814年9月1日   | 戈德里奇子爵         | 1827年8月31日  | 34歲     | 1828年1月8日   | 1867年4月9日 （74歲）      |
|                                                | 嘉芙蓮·衛斯理 （娘家姓 柏根咸）                  | 1773年1月14日  | 1806年4月10日  | 威靈頓公爵           | 1828年1月22日  | 55歲     | 1830年11月16日 | 1831年4月24日 （58歲）     |
|                                                | 瑪莉·紀利 （娘家姓 龐森比）                      | 1776年3月4日   | 1794年11月18日 | 格雷伯爵             | 1830年11月22日 | 54歲     | 1834年7月9日   | 1861年11月26日 （85歲）    |
| －                                             | 沒有（鰥夫）                                     | －             | －             | 墨爾本子爵           | 1834年7月16日  | －       | 1834年11月14日 | －                         |
| －                                             | 沒有（鰥夫）                                     | －             | －             | 威靈頓公爵           | 1834年11月17日 | －       | 1834年12月9日  | －                         |
| Portrait of Julia, Lady Peel                   | 皮爾夫人朱莉亞 （娘家姓 傅萊德）                 | 1795年         | 1820年6月8日   | 罗伯特·皮尔          | 1834年12月10日 | 38—39歲  | 1835年4月8日   | 1859年10月27日 （63—64歲） |
| －                                             | 沒有（鰥夫）                                     | －             | －             | 墨爾本子爵           | 1835年4月18日  | －       | 1841年8月30日  | －                         |
| Portrait of Julia, Lady Peel                   | 皮爾夫人朱莉亞 （娘家姓 傅萊德）                 | 1795年         | 1820年6月8日   | 罗伯特·皮尔          | 1841年8月30日  | 45—46歲  | 1846年6月29日  | 1859年10月27日 （63—64歲） |
| Portrait of Frances Russell                    | 法蘭西絲·羅素 （娘家姓 義律-梅利-堅連蒙特）      | 1815年11月15日 | 1841年7月20日  | 約翰·羅素            | 1846年6月30日  | 30歲     | 1852年2月21日  | 1898年1月17日 （82歲）     |
| Portrait of Emma Caroline Smith-Stanley        | 愛瑪·嘉露蓮·史密夫-史丹利 （娘家姓 布陶-衛巴咸） | 1805年3月17日  | 1825年5月31日  | 打比伯爵             | 1852年2月23日  | 46歲     | 1852年12月17日 | 1876年 （70—71歲）         |
| －                                             | 沒有（鰥夫）                                     | －             | －             | 鴨巴甸伯爵           | 1852年12月19日 | －       | 1855年1月30日  | －                         |
| Portrait of Emily Temple                       | 愛蜜莉·譚普 （娘家姓 林）                        | 1787年         | 1839年12月16日 | 巴麥尊子爵           | 1855年2月6日   | 67—68歲  | 1858年2月19日  | 1869年 （81—82歲）         |
| Portrait of Emma Caroline Smith-Stanley        | 愛瑪·嘉露蓮·史密夫-史丹利 （娘家姓 布陶-衛巴咸） | 1805年3月17日  | 1825年5月31日  | 打比伯爵             | 1858年2月20日  | 52歲     | 1859年6月11日  | 1876年 （70—71歲）         |
| Portrait of Emily Temple                       | 愛蜜莉·譚普 （娘家姓 林）                        | 1787年         | 1839年12月16日 | 巴麥尊子爵           | 1859年6月12日  | 71—72歲  | 1865年10月18日 | 1869年 （81—82歲）         |
| Portrait of Frances Russell                    | 法蘭西絲·羅素 （娘家姓 義律-梅利-堅連蒙特）      | 1815年11月15日 | 1841年7月20日  | 羅素伯爵             | 1865年10月29日 | 49歲     | 1866年6月26日  | 1898年1月17日 （82歲）     |
| Portrait of Emma Caroline Smith-Stanley        | 愛瑪·嘉露蓮·史密夫-史丹利 （娘家姓 布陶-衛巴咸） | 1805年3月17日  | 1825年5月31日  | 打比伯爵             | 1866年6月28日  | 61歲     | 1868年2月25日  | 1876年 （70—71歲）         |
| Portrait of Mary Anne Disraeli                 | 瑪莉·安妮·迪斯雷利 （娘家姓 伊凡斯）             | 1792年11月11日 | 1839年8月28日  | 本傑明·迪斯雷利      | 1868年2月27日  | 75歲     | 1868年12月1日  | 1872年12月15日 （80歲）    |
| Portrait of Catherine Gladstone                | 嘉芙蓮·格萊斯頓 （娘家姓 古連）                  | 1812年1月6日   | 1839年7月25日  | 威廉·格萊斯頓        | 1868年12月3日  | 56歲     | 1874年12月17日 | 1900年6月14日 （88歲）     |
| －                                             | 沒有（鰥夫）                                     | －             | －             | 本傑明·迪斯雷利      | 1874年2月20日  | －       | 1880年4月21日  | －                         |
| Portrait of Catherine Gladstone                | 嘉芙蓮·格萊斯頓 （娘家姓 古連）                  | 1812年1月6日   | 1839年7月25日  | 威廉·格萊斯頓        | 1880年4月23日  | 68歲     | 1885年6月9日   | 1990年6月14日 （88歲）     |
|                                                | 佐治娜·加士該賢-施素 （娘家姓 歐德森）           | 1827年         | 1857年7月11日  | 梳士巴利侯爵         | 1885年6月23日  | 57—58歲  | 1866年1月28日  | 1899年11月20日 （71—72歲） |
| Portrait of Catherine Gladstone                | 嘉芙蓮·格萊斯頓 （娘家姓 古連）                  | 1812年1月6日   | 1839年7月25日  | 威廉·格萊斯頓        | 1866年2月1日   | 74歲     | 1866年7月20日  | 1900年6月14日 （88歲）     |
|                                                | 佐治娜·加士該賢-施素 （娘家姓 歐德森）           | 1827年         | 1857年7月11日  | 梳士巴利侯爵         | 1886年7月25日  | 58—59歲  | 1892年8月11日  | 1899年11月20日 （71—72歲） |
| Portrait of Catherine Gladstone                | 嘉芙蓮·格萊斯頓 （娘家姓 古連）                  | 1812年1月6日   | 1839年7月25日  | 威廉·格萊斯頓        | 1892年8月15日  | 80歲     | 1894年3月2日   | 1900年6月14日 （88歲）     |
| －                                             | 沒有（鰥夫）                                     | －             | －             | 羅斯伯里伯爵         | 1894年3月5日   | －       | 1895年6月22日  | －                         |
|                                                | 佐治娜·加士該賢-施素 （娘家姓 歐德森）           | 1827年         | 1857年7月11日  | 梳士巴利侯爵         | 1895年6月25日  | 67—68歲  | 1899年11月20日 | 1899年11月20日 （71—72歲） |
| －                                             | 沒有（鰥夫)                                      | －             | －             | 梳士巴利侯爵         | 1899年11月20日 | －       | 1902年7月11日  | －                         |
| －                                             | 沒有（單身）                                     | －             | －             | 阿瑟·貝爾福          | 1902年7月12日  | －       | 1905年12月4日  | －                         |
| Portrait of Charlotte, Lady Campbell-Bannerman | 金寶-班拿文夫人莎樂 （娘家姓 布斯）              | 1832年         | 1860年9月13日  | 亨利·甘貝爾-班納曼   | 1905年12月5日  | 72—73歲  | 1906年8月30日  | 1906年8月30日 （73—74歲）  |
| －                                             | 沒有（鰥夫)                                      | －             | －             | 亨利·甘貝爾-班納曼   | 1906年8月30日  | －       | 1908年4月5日   | －                         |
| Portrait of Margot Asquith                     | 馬菊·阿斯奎斯 （娘家姓 丹蘭）                    | 1864年2月2日   | 1894年5月10日  | H·H·阿斯奎斯         | 1908年4月5日   | 44歲     | 1916年12月5日  | 1945年7月28日 （81歲）     |
| Portrait of Margaret Lloyd George              | 瑪嘉烈·萊德·佐治 （娘家姓 奧雲）                 | 1864年11月4日  | 1888年1月24日  | 大衛·勞合·喬治       | 1916年12月6日  | 52歲     | 1922年10月19日 | 1941年1月20日 （76歲）     |
| －                                             | 沒有（鰥夫）                                     | －             | －             | 安德魯·博納·勞       | 1922年10月23日 | －       | 1923年5月20日  | －                         |
| Portrait of Lucy Baldwin                       | 露絲·寶雲 （娘家姓 烈斯杜）                      | 1869年6月19日  | 1892年9月12日  | 斯坦利·鲍德温        | 1923年5月22日  | 53歲     | 1924年1月22日  | 1945年6月17日 （75歲）     |
| －                                             | 沒有（鰥夫）                                     | －             | －             | 拉姆齊·麥克唐納      | 1924年1月22日  | －       | 1924年11月4日  | －                         |
| Portrait of Lucy Baldwin                       | 露絲·寶雲 （娘家姓 烈斯杜）                      | 1869年6月19日  | 1892年9月12日  | 斯坦利·鲍德温        | 1924年11月4日  | 55歲     | 1929年6月4日   | 1945年6月17日 （75歲）     |
| －                                             | 沒有（鰥夫）                                     | －             | －             | 拉姆齊·麥克唐納      | 1929年6月5日   | －       | 1935年6月7日   | －                         |
| Portrait of Lucy Baldwin                       | 露絲·寶雲 （娘家姓 烈斯杜）                      | 1869年6月19日  | 1892年9月12日  | 斯坦利·鲍德温        | 1935年6月7日   | 65歲     | 1937年5月28日  | 1945年6月17日 （75歲）     |
| Portrait of Anne Cole                          | 安妮·張伯倫 （娘家姓 高）                        | 1883年         | 1911年1月5日   | 内维尔·张伯伦        | 1937年5月28日  | 53—54歲  | 1940年5月10日  | 1967年2月12日 （83—84歲）  |
| Portrait of Clementine Churchill               | 克莱门汀·丘吉尔 （娘家姓 何斯亞）                | 1885年4月1日   | 1908年9月12日  | 温斯顿·丘吉尔        | 1940年5月10日  | 55歲     | 1945年7月26日  | 1977年12月12日 （92歲）    |
|                                                | 維奧娜·艾德禮 （娘家姓 米勒）                    | 1895年11月20日 | 1922年1月10日  | 克莱门特·艾德礼      | 1945年7月26日  | 49歲     | 1951年10月26日 | 1964年6月7日 （68歲）      |
| Portrait of Clementine Churchill               | 邱吉爾夫人克萊門汀 （娘家姓 何斯亞）             | 1885年4月1日   | 1908年9月12日  | 温斯顿·丘吉尔        | 1951年10月26日 | 66歲     | 1955年4月5日   | 1977年12月12日 （92歲）    |
|                                                | 艾登夫人卡麗莎 （娘家姓 斯賓塞-邱吉爾）          | 1920年6月28日  | 1952年8月14日  | 安東尼·艾登          | 1955年4月6日   | 34歲     | 1957年1月9日   | 2021年11月15日 （101歲）   |
|                                                | 多樂菲·麥美倫女勳爵 （娘家姓 卡雲迪殊）          | 1900年7月28日  | 1920年4月21日  | 麥美倫               | 1957年1月      | 56歲     | 1963年10月18日 | 1966年5月21日 （65歲）     |
| Portrait of Elizabeth Douglas-Home             | 何謨夫人伊莉莎白 （娘家姓 亞靈頓）               | 1909年11月6日  | 1936年10月3日  | 亞歷克·道格拉斯-休姆 | 1963年10月19日 | 53歲     | 1964年10月16日 | 1990年9月13日 （80歲）     |
| Portrait of Mary Wilson                        | 瑪莉·威爾遜 （娘家姓 寶雲）                      | 1916年1月12日  | 1940年1月1日   | 哈羅德·威爾遜        | 1964年10月16日 | 48歲     | 1970年6月19日  | 2018年6月6日 （102歲）     |
| －                                             | 沒有（單身）                                     | －             | －             | 爱德华·希思          | 1970年6月19日  | －       | 1974年3月4日   | －                         |
| Portrait of Mary Wilson                        | 瑪莉·威爾遜 （娘家姓 寶雲）                      | 1916年1月12日  | 1940年1月1日   | 哈羅德·威爾遜        | 1974年3月4日   | 58歲     | 1976年4月5日   | 2018年6月6日 （102歲）     |
| Portrait of Audrey Callaghan                   | 柯德莉·卡拉漢 （娘家姓 毛敦）                    | 1915年7月28日  | 1938年7月28日  | 詹姆斯·卡拉漢        | 1976年4月5日   | 60歲     | 1979年5月4日   | 2005年3月15日 （89歲）     |
| Portrait of Denis Thatcher                     | [ t ] [ 54 ]                                     | 1915年5月10日  | 1951年12月13日 | 玛格丽特·撒切尔      | 1979年5月4日   | 63歲     | 1990年11月28日 | 2003年6月26日 （88歲）     |
|                                                | [ 55 ]                                           | 1942年2月12日  | 1970年10月3日  | 约翰·梅杰            | 1990年11月28日 | 48歲     | 1997年5月2日   | 在世 （83歲）              |
| Portrait of Cherie Blair                       | [ 56 ]                                           | 1954年9月23日  | 1980年3月29日  | 托尼·布莱尔          | 1997年5月2日   | 42歲     | 2007年6月27日  | 在世 （70歲）              |
| Portrait of Sarah Brown                        | [ 57 ]                                           | 1963年10月31日 | 2000年8月3日   | 戈登·布朗            | 2007年6月27日  | 43歲     | 2010年5月11日  | 在世 （61歲）              |
| Portrait of Samantha Cameron                   | [ 58 ]                                           | 1971年4月18日  | 1996年6月1日   | 戴维·卡梅伦          | 2010年5月11日  | 39歲     | 2016年7月13日  | 在世 （54歲）              |
| Portrait of Philip May                         | 文菲臘                                           | 1957年9月18日  | 1980年9月6日   | 文翠珊               | 2016年7月13日  | 58歲     | 2019年7月24日  | 在世 （67歲）              |
|                                                | 瑪麗娜·惠勒 （法理上）                           | 1964年8月18日  | 1993年5月8日   | 鲍里斯·约翰逊        | 2019年7月24日  | 54歲     | 2020年         | 在世 （60歲）              |
| Carrie Symonds                                 |                                                  | 1988年3月17日  | 2021年5月29日  | 鲍里斯·约翰逊        | 2021年5月29日  | 33歲     | 2022年9月6日   | 在世 （37歲）              |
|                                                | 休·奥利里                                        | 1974年7月19日  | 2000年         | 卓慧思               | 2022年9月6日   | 48歲     | 2022年10月25日 | 在世 （50歲）              |
|                                                | [ 60 ]                                           | 1980年4月25日  | 2009年8月      | 辛偉誠               | 2022年10月25日 | 42歲     | 2024年7月5日   | 在世 （45歲）              |
|                                                | 維多利亞·史塔默                                        | 1973年9月      | 2007年         | 施紀賢               | 2024年7月5日   | 50歲     | －             | 在世 （51歲）              |

## 備註
1. ↑  妻子莎樂·卡雲迪殊（英语：Charlotte Cavendish, Marchioness of Hartington）在1754年逝世[7]
2. ↑  格倫維爾男爵之母[9]
3. ↑  小威廉·皮特母親[11]
4. ↑  上奧蘇利伯爵（英语：John FitzPatrick, 2nd Earl of Upper Ossory）後的第二段婚姻[12]
5. ↑  蘇菲亞·嘉德律後的第二段婚姻[15]
6. ↑  德雲郡公爵的女兒[17]
7. ↑  妻子多樂菲·般迪（英语：Dorothy Bentinck, Duchess of Portland）在1974年逝世[17]
8. 1 2  妻子卡罗林女勳爵在1828年逝世[27]
9. ↑  妻子嘉芙蓮（英语：Catherine Wellesley, Duchess of Wellington）在1831年逝世[25]
10. 1 2  雅德莉德·列斯特後的第二段婚姻[29]
11. ↑  元配嘉芙蓮在1812年逝世；第二任妻子夏烈在1833年逝世[32]
12. 1 2  彼得·祈法凌-顧柏後第二段婚姻[33]；墨爾本子爵的胞妹[33]
13. ↑  榮德咸·劉域斯（英语：Wyndham Lewis (politician)）[34]
14. ↑  妻子瑪莉（英语：Mary Anne Disraeli）在1872年逝世[34]
15. ↑  妻子漢娜（英语：Hannah Primrose, Countess of Rosebery）在1890年逝世[37]
16. ↑  海倫·美蘭後的第二段婚姻[39]
17. ↑  妻子安妮在1909年逝世[42]
18. 1 2  妻子瑪嘉烈在1911年逝世[44]
19. ↑  比亞翠絲·畢奇（英语：Beatrice Beckett）後的第二段婚姻[48]
20. ↑  首位男性配偶；戴卓爾夫人為他的第二任婚姻[54]。